# Ōkōchi Kazuo
Ōkōchi Kazuo (japanisch 大河内 一男; geboren 29. Januar 1905 in Tokio; gestorben 9. August 1984) war ein japanischer Ökonom.

## Leben und Wirken
Ōkōchi Kazuo besuchte die „3. Höhere Schule Tokio“ und studierte an der Fakultät für Wirtschaftswissenschaften der kaiserlichen Universität Tokio, wo Kawai Eijirō einer seiner Lehrer war. Nach seinem Abschluss wurde er Assistent an seiner Alma Mater, wurde 1945 Professor und 1963 Präsident. Er trat jedoch 1968 aufgrund von Universitätsstreitigkeiten zurück und ging als Meiyo Kyōju in den Ruhestand.
Ōkōchi hat durch die Publikationen „Doitsu shakai seisaku shisō-shi“ (独逸社会政策思想史) „Geschichte des sozialpolitischen Denkens in Deutschland“ (1936), „Shakai seisaku no kihonmondai“ (社会政策の基本問題) „Grundfragen der Sozialpolitik“ (1940) und „Shakai seisaku“ (社会政策) „Sozialpolitik“ (1949, 50) eine produktive Theorie der Sozialpolitik entwickelt, wobei er die Verteilungspolitiktheorie und politische Theorie kritisierte. Auf dem Gebiet der Geschichte der Wirtschaftstheorie hinterließ er mit dem Werk „Sumisu to Risuto“ (スミスとリスト) „Smith und List“ (1943) eine herausragende Leistung. Er ist auch für seine Ansicht bekannt, dass der Charakter der Lohnarbeiter in Japan vor dem Zweiten Weltkrieg ein „Wanderarbeitertyp“ war.
Nach dem Zweiten Weltkrieg leitete Ōkōchi mit viel Energie die Forschung zur tatsächlichen Situation der Arbeitsprobleme in Japan und definierte die japanischen Gewerkschaften in „Sengo rōdō kumiai no jittai“ (戦後労働組合の実態) – „Zustand der Gewerkschaften der Nachkriegszeit“ (1950) als „unternehmensbasierte Gewerkschaften“. In seiner Trilogie „Reimei-ki no Nihon rōdō undō“ (黎明期の日本労働運動) „Frühe japanische Arbeiterbewegung“ (1952), „Sengo Nihon no rōdō undō“ (戦後日本の労働運動) „Arbeiterbewegung im Japan der Nachkriegszeit“ (1955) und „Kurai tanima no rōdō undō“ (暗い谷間の労働運動) „Arbeiterbewegung im dunklen Tal“ (1970) begründete er seine eigene Sichtweise der Arbeit, die später als „Ōkōchi-Theorie“ bekannt wurde, dass nämlich für die Produktivität eines kapitalistischen Wirtschaftssystems eine gute Sozialfürsorge notwendig ist.
Ōkōchi arbeitete an der Zusammenstellung von 11 Bänden „日本労働運動史料“ (日本労働運動史料) – „Aufzeichnungen der japanischen Arbeiterbewegung“ (1959–1975). Er diente als Vorsitzender des „Social Security System Council“ (社会保障制度審議会, Shakai hoshō seido shingikai) und Vorsitzender des „Socio-Economic National Council“ (社会経済国民会議), dem heutigen „Japan Productivity Center“ (日本生産性本部, Nihon seisansei hombu). Er war Mitglied der Japanischen Akademie der Wissenschaften. Sein autobiografisches Werk heißt „Shakai seisaku yonjūnen“ (社会政策四十年) – „40 Jahre Sozialpolitik“ (1970).